# دانینگتون
دانینگتون (به انگلیسی: Dunnington) یک روستا و محله مدنی در بریتانیا است که در شهر یورک واقع شده‌است. دانینگتون ۳٬۲۳۰ نفر جمعیت دارد.